# Везюби
Везюби (фр. Vésubie, окс. (Vesúbia) — река во Франции левый приток реки Вар. Протекает по территории французского департамента Приморские Альпы. Длина реки — 45,89 км, площадь бассейна 393 км², средний расход в г. Ютель — 8,61 м³/с.
Река вытекает из небольшого горного озера Блан (2665 м над уровнем моря) в массиве Меркантур в Приморских Альпах на территории коммуны Сен-Мартен-Везюби. Скорость течения реки высокая, характер — бурный. Всего река падает на 2525 метров за 45 км, средний уклон 56,1 м/км. Река течёт на запад, затем на юг, ещё ниже не юго-запад. Образует глубокую долину, территория которой входит в состав национального парка Меркантур.
Протекает по территории коммун Сен-Мартен-Везюби, Венансон (кантон Сен-Мартен-Везюби); Рокбийер, Ла-Боллен-Везюби (кантон Рокбийьер); Лантоск, Ютель (кантон Лантоск); Дюраню, Леван (кантон Леван). Вдоль среднего и нижнего течения по долине реки проходит местная дорога M2565, ведущая в горы к посёлку Сен-Мартен-Везюби. Везюби впадает в Вар неподалёку от деревни Бонсон. Высота устья — 140 м над уровнем моря.